# Храше (Радовљица)
Храше (словен. Hraše) је насељено место у општини Радовљица, Горењска регија, Словенија.

## Историја
До територијалне реорганизације у Словенији биле су у саставу старе општине Радовљица.

## Становништво
У попису становништва из 2011. године, Храше су имале 218 становника.
| Број становника према пописима | Број становника према пописима | Број становника према пописима |
| ------------------------------ | ------------------------------ | ------------------------------ |
| 1991                           | 2002                           | 2011                           |
| 176                            | 181                            | 218                            |